# John Marshall (lekkoatleta)
John Henry Marshall (ur. 5 listopada 1963 w Plainfield) – amerykański lekkoatleta, sprinter oraz średniodystansowiec; olimpijczyk.

## Poza igrzyskami
W 1983 roku, został mistrzem NCAA w hali na dystansie 880 metrów. W 1985 na Letniej Uniwersjadzie, zdobył brązowy medal w biegu na 800 metrów. Również w tym samym roku, wziął udział w Pucharze Świata, który odbywał się w Canberze. Marshall zajął 6. miejsce.

## Igrzyska olimpijskie
Marshall startował jedynie na Igrzyskach Olimpijskich w Los Angeles w 1984 roku. Podczas tych igrzysk reprezentował swój kraj w biegu na 800 metrów. W eliminacjach uzyskał czas 1:47,99 i zajął trzecie miejsce w biegu eliminacyjnym. W ćwierćfinale uzyskał czas 1:47,18, który nie wystarczył do awansu do półfinału.

## Rekordy życiowe
| Dystans             | Wynik (s) | Data i miejsce |
| ------------------- | --------- | -------------- |
| Bieg na 400 metrów  | 47,15     | 1981           |
| Bieg na 800 metrów  | 1:43,92   | 1984           |
| Bieg na 1500 metrów | 3:44,8    | 1986           |
| bieg na milę        | 4:01,83   | 1986           |